# Sungnyemun
Sungnyemun (Namdaemun) – zabytkowa drewniana brama z XIV wieku, znajdująca się w Seulu. Dwupoziomowa brama zbudowana na kamiennym fundamencie była najstarszą drewnianą budowlą i dumą Seulu. 
Wybudowana w 1398 roku, za czasów króla T’aejo, budowla była jedną z czterech głównych bram prowadzących do Seulu. Oficjalna nazwa Sungnyemun (hangul: 숭례문; hancha: 崇禮門) oznaczała Bramę Podniosłych Ceremonii. Brama, która była głównym wejściem do miasta, kiedy było ono stolicą państwa dynastii Joseon, była też nazywana Wielką Bramą Południową Namdaemun (hangul: 남대문; hancha: 南大門).
Brama była kilkakrotnie przebudowywana (pierwszy raz w 1447 roku), przetrwała liczne działania wojenne, w tym wojnę koreańską. 20 grudnia 1962 została wpisana na listę Koreańskiego Dziedzictwa Kulturalnego jako Skarb Narodowy oznaczony numerem 1.
Drewniana część doszczętnie spłonęła i zawaliła się 10 lutego 2008 roku. Dzień później policja zatrzymała 69-letniego mężczyznę, który przyznał się do podpalenia budowli. Jako powód podpalenia podał fakt, że nie otrzymał satysfakcjonującego go odszkodowania za wysiedlenie go z przebudowywanej dzielnicy.
Budynek został odbudowany i oddany do użytku w 2013. Błędy i niedociągnięcia wykryte po odbudowie (pękająca farba, szczeliny pomiędzy belkami) spowodowały dyskusję i wątpliwości, czy obiekt ten zasługuje na miano Narodowego Skarbu nr 1.

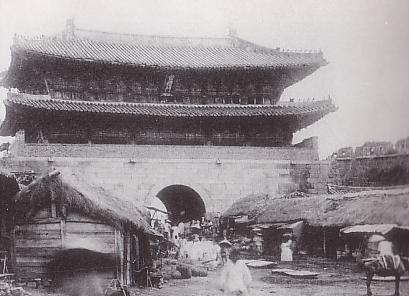
lata 90. XIX wieku
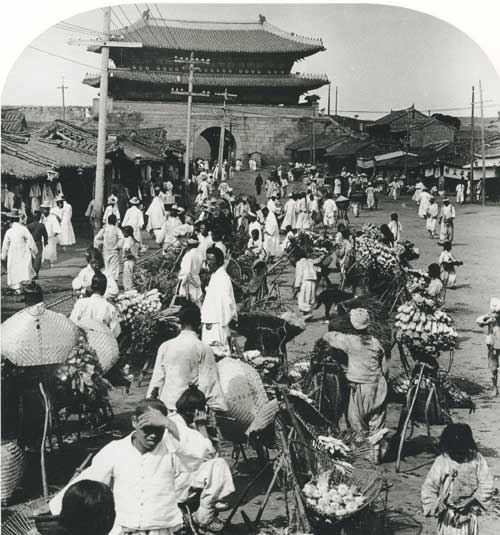
1904
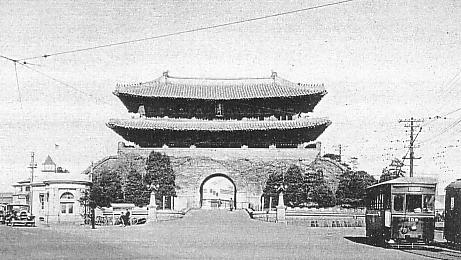
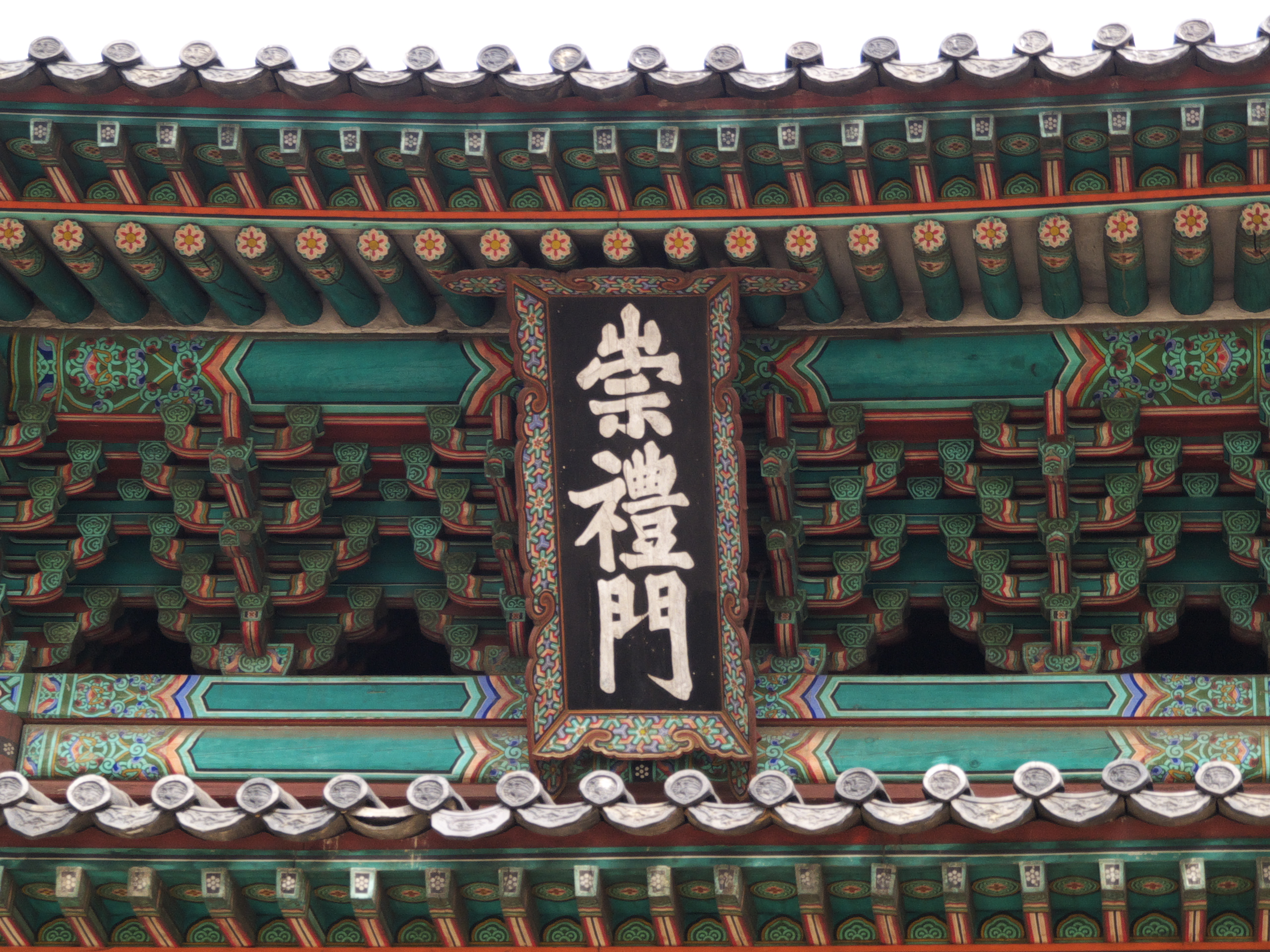
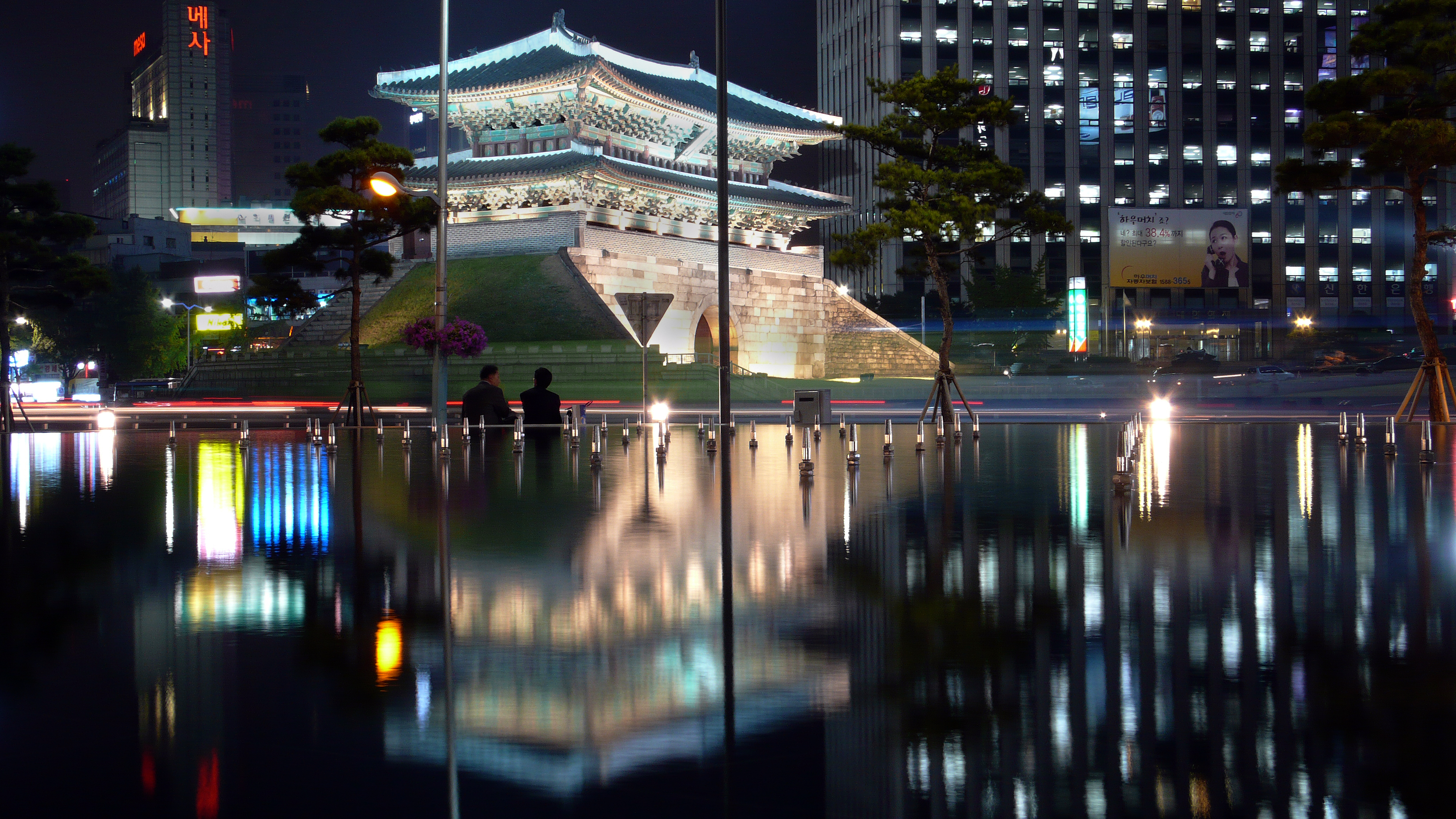
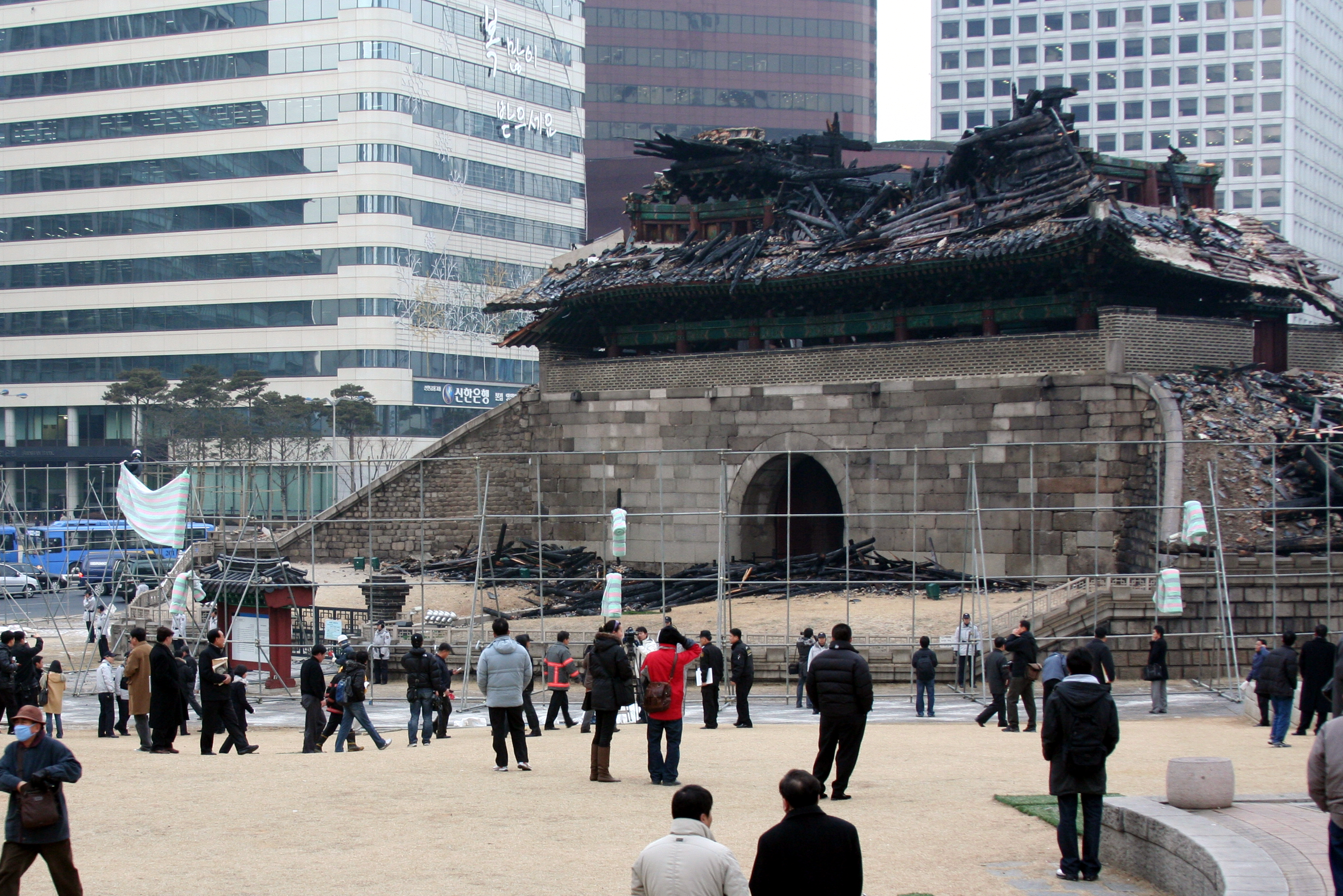